# Aleksander Fredro
Aleksander Fredro, poljski romantični dramatik, * 20. junij 1793, Jarosław, Poljska, † 15. julij 1876, Lvov.

## Življenje
Aleksander Fredro se je rodil v finančno in gospodarsko dobro preskrbljeni družini, ki je leta 1822 pridobila grofovski naziv. Pri 16-ih letih (1809) je vstopil v vojsko Varšavske kneževine, zaveznice Napoleonove armade, in je v njej hitro napredoval po činih, vse do leta 1815, ko je iz vojske izstopil.
Bil je introvertiran in ni maral družabnih dogodkov, večino časa je preživljal sam, v družbi knjig in ob pisanju literarnih del. Ne glede na zaprto osebnost se je leta 1828 srečno poročil s Sofijo iz družine grofov Jabłonowskih. 
Leta 1829 je Fredro postal član Towarzystwa Przyjaciół Nauki, krožka oz. društva, v katerem so se zbirali literarni ustvarjalci in intelektualci ter si prizadevali za tisk knjig, nastajanje literarnih del, založništvo … V času pomladi narodov (1848) si je prizadeval za avtonomijo Poljske in je bil zaradi tega in zaradi javnih kritik družbenega sistema leta 1852 obtožen državnega izdajstva, a je bila policijska preiskava po posredovanju Fredrovih vplivnih znancev ustavljena.
Med vsem tem dogajanjem je veliko potoval po Evropi (1849–1856), kjer se je med drugimi seznanil s francoskim in nemškim gledališčem, ki ga je sicer spoznaval že v času svoje vojaške kariere. Potoval je po Nemčiji, Franciji, Belgiji, Angliji in tudi Poljski ter se za dlje časa ustavil v Parizu, Ostendi, Londonu, na Dunaju in v Vroclavu. Leta 1857 se je ustalil v Lvovu.

## Delo

### Poljska romantika in družbene razmere
Fredro je ustvarjal v obdobju poljske romantike, ki jo je najbolj zaznamovala delitev Poljske med Rusijo, Prusijo in Avstrijo ter s tem izguba narodne samostojnosti. Obdobje se začenja z letom 1822, ko je izšla prva pesniška zbirka osrednjega poljskega romantičnega pesnika Adama Mickiewicza, zaključuje pa z letom 1863, ki zaznamuje leto druge poljske vstaje (januarska vstaja) proti ruskemu okupatorju in prinese konec fevdalizma. Glavno gibalo kulturnega udejstvovanja in ustvarjanja v tem obdobju so bile težnje po narodni samostojnosti in pobude za začetek novega, na demokratičnih temeljih slonečega razvoja. Zaradi prepovedi društev in krožkov so študentje ustanavljali skrivna društva, ki so gojila revolucionarno miselnost. 
29. novembra 1830 se je začela prva vstaja proti ruskemu cesarstvu (novembrska vstaja). Uporniki so uspeli v Varšavi za kratek čas ustanoviti revolucionarno poljsko vlado in Kraljevino Poljsko, ki pa je prenehala obstajati po padcu vstaje 1831. Po njej so ruske oblasti zaprle varšavsko univerzo in rusificirale šolstvo. Zaradi neugodnih političnih razmer se je veliko literarnih ustvarjalcev izselilo in delovalo v emigraciji. Njeno središče je postala Francija, predvsem Pariz. Tam so ustanovili različna društva in krožke, ki so se zavzemali za narodno samostojnost.
Poljska romantika je oprta na nemško (pred)romantiko in v njej so vidni vplivi vseh večjih svetovnih romantikov, Hugoja iz Francije, Leopardija iz Italije, Puškina iz Rusije, Byrona iz Anglije, predvsem pa Goetheja in Schillerja iz Nemčije. Viden je tudi vpliv bratov Schlegel, ki zastopata progresivno univerzalno poezijo, torej visoke pesniške oblike, povezane s preprostostjo. Podpirata zanimanje za ljudsko slovstvo in življenje na podeželju. Cilj je poezijo približati ljudem in jim jo narediti razumljivo, družbo pa poetizirati – poezija mora biti dostopna življenju in iz njega črpati.
V književnosti se dogaja boj med staro razsvetljensko in novo romantično književnostjo. Ta se sklicuje na čustva, zanos, požrtvovalnost, uporablja motive iz ljudske in verske tradicije ter teži k uporabi preprostega ljudskega jezika. Romantični literarni lik je najpogosteje izjemni posameznik v krutem svetu, ki ga ne razume, svet pa ne razume njega. Sam je preobčutljiv za resničnost sveta. Večinoma je to nedolžen mlad človek, ki se šele približuje sferi odraslosti. V romantičnih delih je pogosto zanimanje za mistiko, torej nerealne nadnaravne sile, duhovna bitja in povezave z Bogom. Viri spoznanj so izven razuma in materialnih prvin, dostopni so prek vere, čustev, počutij in intuicije.

### Ustvarjalni opus Aleksandra Fredra
Fredrovo ustvarjanje je razdeljeno na dve obdobji, med njima pa je potekalo dolgo obdobje molka, v katerem je zaradi slabih kritik in obtoževanja romantikov, da je nesodoben in ravnodušen glede narodne tematike, prenehal pisati. Prepoznavna značilnost njegovih del je v tem, da ne pripadajo nobenemu izmed tokov znotraj obdobja, temveč le sledijo idejam 19. stoletja. 

#### Zgodnje obdobje (1815–1835)
V komedije iz tega obdobja so vključene nove značilnosti, zahvaljujoč osvoboditvi iz moralnih in didaktičnih (učeniških) spletk razsvetljenstva, poudarjanju pristne komike in zabave ter hkratnim pričakovanim koncem, ki je skladen z moralnim naukom. V sebi so imele premešane elemente različnih tipov komedij, prisoten je tudi vpliv lvovskega gledališča. Dela z več dejanji so se najpogosteje navezovala na preproste ljudi in predstavljala tradicijo njihove zabave v narobe svetu. Bila so priljubljena, ker so smešila neumnosti, zlo in nesprejemanje, konci pa so prinesli pomiritev in vzpostavili red. Komika je bila dosežena z neškodljivim humorjem in šalami. Jezik v njih je bil jasen, enostaven, s hitrimi odrezavimi odgovori in napolnjen s pregovori.

#### Pozno obdobje (1852–1872)
Dela iz poznejšega obdobja so bila večinsko napisana brez namena objave in so se od zgodnjih oblikovno in žanrsko razlikovala. Pisal je tako imenovane ne-komične komedije, ki so vsebovale nekatere značilnosti meščanskih dram iz prve polovice 19. stoletja (združevanje žanrov, hkratni prizori, smiselni/moralni konci), razlikovale pa so se po tem, da humor ni bil več neškodljiv in zgolj za zabavo, temveč je postal sarkastičen, ironičen in kritično nastrojen. Kljub moralni razrešitvi spletk, konec gledalcu ne prinese več katarze, torej moralnega zadovoljstva, temveč mu prinese anagnosis oz. spoznanje podlosti življenja.

#### Ostala dela
Književne vrste, ki ne spadajo v dramsko zvrst, je Fredro (ob komedijah) ustvarjal celo življenje. Pisal je najrazličnejše pesmi, pravljice, basni, aforizme, fraške …
Po njegovi smrti so bili l. 1880 izdani njegovi aforizmi, v knjigi Zapiski starucha, ki obravnavajo ideološke in politične probleme, pa tudi splošne človeške pregrehe in slabosti. 
V delu Trzy po trzy (1880) so opisana Fredrova zgodnja leta življenja in mladost. To je njegovo najbolj osebno delo, v katerem lahko spoznamo njegove osebnostne značilnosti, spremljamo počutja ob spremembah in prebiramo njegove misli o grenkih dogodkih v zgodovini in v človeškem življenju.

## Dela

### Dela iz zgodnjega obdobja
1. Intryga na prędce (Spletka na hitro), 1817
2. Pan Geldhab (Gospod Geldhab), 1819
3. Zrzędność i przekora (Godrnjanje in kjubovanje) , 1820
4. Mąż i żona (Mož in žena), 1821
5. Cudzoziemczyzna (Posnemanje tujine), 1822
6. Pierwsza lepsza (Prva bolljša), 1823
7. Damy i huzary (Dame in huzarji), 1826
8. Śluby Panieńskie czyli Magnetyzm serca (Dekliške zaobljube ali Magnetizem src), 1827
9. Gwałtu, co się dzieje!, 1832
10. Pan Jowalski (Gospod Dobrovoljec), 1832
11. Zemsta (Maščevanje), 1834

### Dela iz poznega obdobja
1. Dożywocie (Preužitek), 1835
2. Dwie blizny (Dve brazgotini), 1854
3. Świeczka zgasła (Svečka je ugasnila), 1861
4. Wielki człowiek do małych interesów (Velik človek z majhnimi interesi), 1862
5. Wychowanka, 1877
6. Godzien litości, 1877
7. Ostatnia wola, 1878

### Ostala dela
1. Szewc i diabeł, ok. 1854
2. Pan Jowialski, 1880
3. Paweł i Gaweł, 1880
4. Małpa w kąpieli, 1880
5. Zapiski starucha, 1880
6. Trzy po trzy, 1880 cenzurirano, 1968 v celoti

### Prevodi v slovenščino
V slovenščino je prevedeno malo Fredrovih del:
1. Gospod Čapek, ali: Kaj me nihče ne pozna?: veseloigra v enem dejanju, 1868 v Ljubljani: dramatično društvo. Prevedel: R. Eger.